# Hôtel du Grand Cerf (Alençon)
L'Hôtel du Grand Cerf est un édifice situé à Alençon, en France.

## Localisation
Le monument est situé dans le département français de l'Orne, 19 rue Saint-Blaise et 01 rue des Marcheries.

## Historique
L'hôtel est achevé en 1842 ou 1843 et agrandi de deux travées une dizaine d'années plus tard, il est alors « le plus vaste hôtel d'Alençon ».
Un promoteur acquiert l'édifice ainsi que le Café la Renaissance situé dans la même rue.
L'édifice ferme le 31 décembre 2007 et en 2018 il est signalé que l'édifice doit abriter un hôtel après sa rénovation.
Les façades et les toitures de l'hôtel, ainsi que les deux lampadaires situés devant l'entrée rue Saint-Blaise, à l'exclusion de l'aile en prolongement rue des Marcheries, sont inscrits au titre des monuments historiques par arrêté du 18 décembre 2008.

## Architecture
L'architecture est de Style troubadour.